# Moon Bloodgood

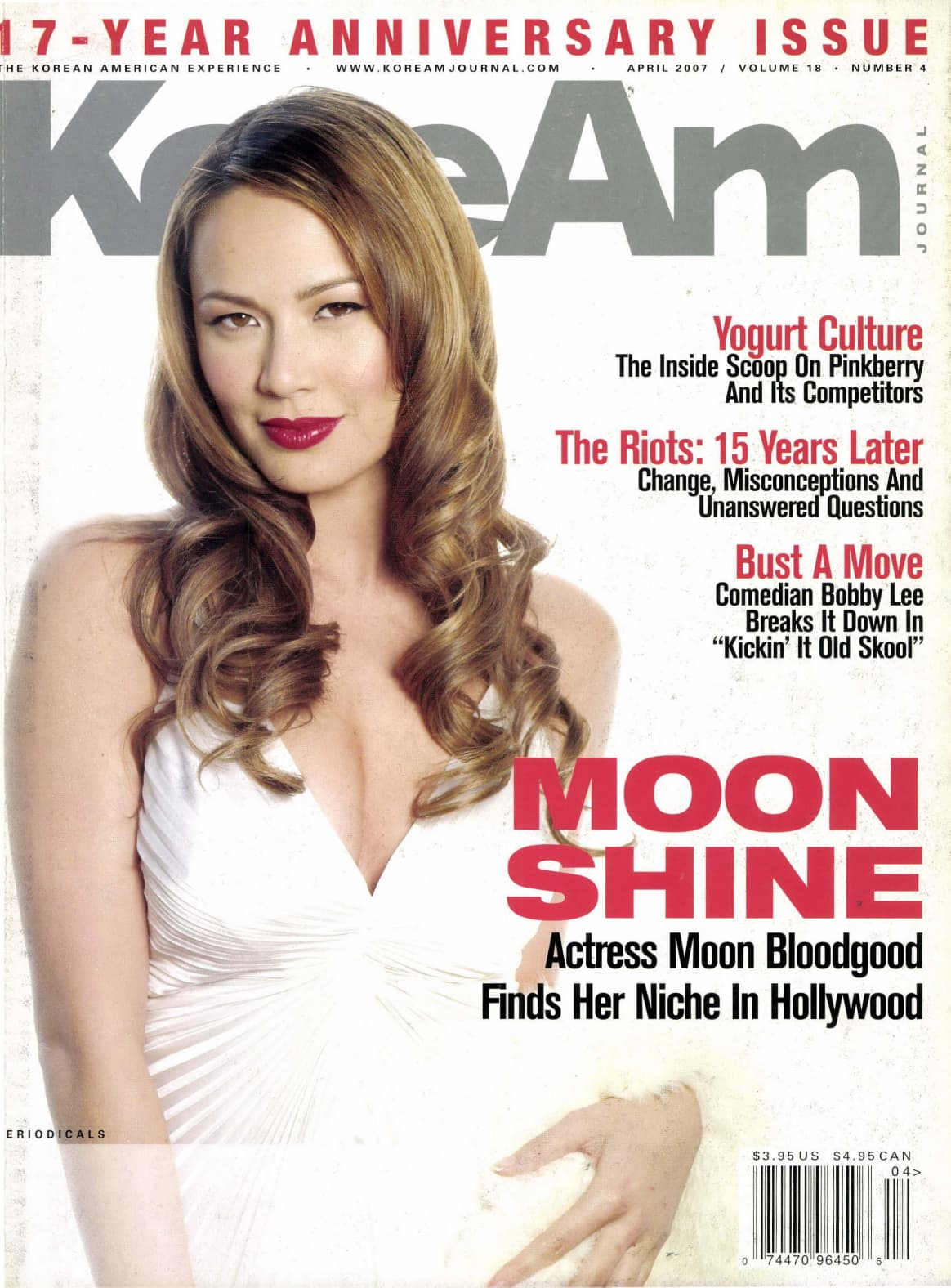
Omslaget till KoreAm april 2007

Moon Bloodgood, född 20 september 1975 i Alliance, Nebraska, är en amerikansk fotomodell och skådespelare. 
Bloodgood är uppvuxen i Anaheim i Kalifornien. Hennes far kommer från Nederländerna och hennes mor från Sydkorea. Hon började som cheerleader för det amerikanska basketlaget Lakers och var en så kallad Laker Girl. Hon har förekommit på omslaget till ett flertal modetidningar och blivit utnämnd till världens 20:e vackraste kvinna av tidskriften Maxim 2009.
Hon har även medverkat i ett flertal filmer och tv-serier, bland annat Just Shoot Me! och Terminator Salvation.

## Filmografi i urval
- 2005 – A Lot Like Love
- 2006 – Eight Below
- 2007 – Journeyman (TV-serie)
- 2007 – Pathfinder
- 2009 – Terminator Salvation
- 2011–2014 – Falling Skies (TV-serie)
- 2012 – Mitt längtande hjärta